# Libra gambiana
La libra fue la unidad monetaria de Gambia desde el 5 de octubre de 1964 hasta el 1 de julio de 1971. Sustituyó a la libra de África Occidental británica a una tasa de 1 a 1. Esta nueva divisa se subdividía en 20 chelines, y cada chelín constaba de 12 peniques. A mediados de 1971, la libra fue sustituida por el dalasi, a razón de 1 libra gambiana = 5 dalasis. La nueva divisa puesta en curso legal, el dalasi, se subdivide en 100 bututs.

## Billetes
El 5 de octubre de 1964 fueron puestos en vigencia billetes de 10 chelines, 1 y 5 libras, todos ellos emitidos por la Caja de Conversión de Gambia. Los mismos fueron emitidos ininterrumpidamente hasta 1970.
| Valor       | Color principal | Anverso                      | Reverso                                    |
| ----------- | --------------- | ---------------------------- | ------------------------------------------ |
| 10 chelines | Verde           | Embarcación a vela y bosques | Nativos arando sus tierras para el cultivo |
| 1 libra     | Rojo            | Embarcación a vela y bosques | Obreros trabajando en un muelle            |
| 5 libras    | Azul            | Embarcación a vela y bosques | Trabajadores empleando maquinaria manual.  |

## Monedas
Las monedas comenzaron a circular durante el transcurso de 1966, inicialmente, las mismas poseían las siguientes denominaciones: 1, 3, 6 peniques, 1, 2 y 4 chelines. Hacia 1970 se acuñaron monedas de 8 chelines. Todas las piezas poseían el retrato de la reina Elizabeth II en el reverso. 
Las monedas poseían las siguientes características:
| Denominación | Fecha | Composición     | Peso en g | Diámetro | Espesor | Forma    | Canto    | Cantidad emitida | Anverso                     | Reverso            |
| ------------ | ----- | --------------- | --------- | -------- | ------- | -------- | -------- | ---------------- | --------------------------- | ------------------ |
| 1 penique    | 1966  | Bronce          | 5,7       | 25,5 mm  | 1,5 mm  | Circular | Liso     | 3.006.600        | Velero nativo               | Busto de Isabel II |
| 3 peniques   | 1966  | Latón de níquel | 5,2       | 21,5 mm  | 2 mm    | Circular | Liso     | 2.006.600        | Ave Pternistis bicalcaratus | Busto de Isabel II |
| 6 peniques   | 1966  | Cupro-Níquel    | 2,7       | 19,5 mm  | 1,5 mm  | Circular | Estriado | 1.506.600        | Tres maníes                 | Busto de Isabel II |
| 1 chelín     | 1966  | Cupro-Níquel    | 5,8       | 23,5 mm  | 1,7 mm  | Circular | Estriado | 2.506.600        | Palma aceitera              | Busto de Isabel II |
| 2 chelines   | 1966  | Cupro-Níquel    | 11,2      | 28,3 mm  | 2 mm    | Circular | Estriado | 1.606.600        | Buey                        | Busto de Isabel II |
| 4 chelines   | 1966  | Cupro-Níquel    | 18,3      | 34 mm    | 2,5 mm  | Circular | Estriado | 806.600          | Cocodrilo                   | Busto de Isabel II |
| 8 chelines   | 1970  | Cupro-Níquel    | 33,8      | 41 mm    | 3 mm    | Circular | Estriado | 25.000           | Hipopótamo                  | Busto de Isabel II |